# Pro peníze
Pro peníze je český němý film z roku 1911. Ve filmové společnosti Kinofa ho natočil jako režisér, scenárista a kameraman Antonín Pech. Filmoval v Praze a jejím okolí a využil vesměs amatérských herců, kteří stáli před kamerou zřejmě poprvé a naposledy.
Film se dochoval, i když je dost pravděpodobné, že nikoliv v původním rozsahu. Z dochovaných negativních svitků byl učiněn pokus o rekonstrukci filmu roku 1953, ale není známo jak film vznikl a ze záběrů není jasné, kde se přesně natáčel. Interiéry byly natáčeny na přímém slunci.

## Obsah filmu
Statkář Matula se rozloučí s rodinou a jde prodat na jarmark dobytek. Večer se při kartách zdrží v hospodě a přenocuje tam. V noci ho hospodský okrade a navíc ho druhý den udá četníkům (tato zápletka není jasná). Po návratu do vsi je statkář uvězněn, žena zemře žalem a dcera Marie opouští vesnici. Náhodou vstoupí do služby k hostinskému, který se s ní ožení. Protože ví, že jde o dceru muže, jehož udal, hryže ho svědomí a statkář se mu dokonce zjevuje ve snu. Před smrtí se hostinský přizná a statkář je z vězení propuštěn. S dcerou se pak vrací na statek.